# 69423 Openuni
69423 Openuni è un asteroide della fascia principale. Scoperto nel 1996, presenta un'orbita caratterizzata da un semiasse maggiore pari a 2,5228073 au e da un'eccentricità di 0,0666340, inclinata di 16,47829° rispetto all'eclittica.